# Hans Hunziker
Hans Hunziker (Attelwil, Suiza, 2 de agosto de 1878 – 17 de diciembre de 1941) fue un médico de origen suizo.
Estudió en Basilea, Ginebra, Heidelberg y Múnich, obteniendo el doctorado en Zúrich en 1906. Bajo la influencia de Eugen Bleuler empezó a interesarse por la psiquiatría y trabajó, inicialmente, como médico de prisión. En 1931 recibe cargo de profesor ordinario de higiene social en la Universidad de Basilea y de jefe de la oficina de salud del Cantón de Basilea-Ciudad.

## Algunas publicaciones
- Die Basler Thyphusepidemie vom August 1931. Conferencia en el Medizinischen Gesellschaft Basel del 3 de diciembre de 1931. Schweizerische Medizinische Wochenschrift. Jahrgang 62, N.º 38. Basel: Benno Schwabe, 1932
- Das Wasser als Träger von Krankheitskeimen. Ponencia presentada en la 58.ª Reunión Anual de la Asociación de Gas suizo y especialistas del agua (SVGW) en Basilea, 5 de septiembre de 1931. Monats-Bulletin des Schweizerischen Vereins von Gas- und Wasserfachmännern. Zúrich (Drei-König-Str. 18), Jahrgang 1931. N.º 10

- Die Bedeutung des Rheinstauwerks Kembs für die Abwasseranlage und den Grundwasserstand der Stadt Basel und die zur Vermeidung hygienischer Misstände notwendigen Massnahmen. Aus: Technische Hygiene. Beilage Schweizerische Zeitschrift für Strassenwesen, Zúrich, 1931, N.º 7/8

- Hygienische Gesichtspunkte beim Bau des neuen Zentralfriedhofes in Basel. Aus: Technische Hygiene. Beilage zur Schweizerische Zeitschrift für Strassenwesen. N.º 5. Solothurn: Vogt-Schild, 1931

- Welche Anforderungen sind an den Hygieneunterricht für Lehrer und Schüler zu stellen?. Schweizerische Zeitschrift für Gesundheitspflege und Archiv für Sozialfürsorge. Jahrgang VIII ( 5) Zúrich: Gutswiller, 1928

- Der Kampf gegen das Kurpfuschertum in der Schweiz. Veröffentlichungen aus dem Gebiete der Medizinalverwaltung. Vol. 27 ( 8): 7-16 Berlín: Schoetz, 1928

- Über das Sanitätswesen der Vereinigten Staaten von Nordamerika: Bericht über eine Studienreise höherer Sanitätsbeamter nach Nordamerika. In: Schweizerische Zeitschrift für Gesundheitspflege, Jahrgang 4, Zúrich: Gutzwiller, 23 pp. 1924

- Beitrag zur Lehre vom Acardiacus amorphus. 1907

## Literatura
- Prof. Hans Hunziker, zum 60. Geburtstag. In: National-Zeitung, 1 de agosto de 1938

- Prof. Hunziker 60 Jahre alt. In: Basler Nachrichten, 2 de agosto de 1938

- † Prof. Dr. Hans Hunziker. In: Basler Nachrichten, N.º 346, 17 de diciembre de 1941

- Physikus Prof. Dr. Hans Hunziker †. In: National-Zeitung, N.º 586, 17 de diciembre de 1941

- Zum Hinschied von Prof. Hunziker. In: Basler Nachrichten, N.º 347, 18 de diciembre de 1941

- Prof. Dr. Hans Hunziker †. In: National-Zeitung, N.º 587, 18 de diciembre de 1941

- Todesanzeige. In: Neue Zürcher Zeitung, N.º 2077, 18 de diciembre de 1941

- Abschied von Prof. Dr. Hans Hunziker. In: National-Zeitung, N.º 592, 20/21 de diciembre de 1941

- Heinrich Reese. Nachruf für Hans Hunziker in der Medizinischen Gesellschaft In: Schweizerische Medizinische Wochenschrift, Jahrgang 72 ( 5): 2 pp. Basilea: Schwabe, 1942

- Georg Boner: Die Universität Basel in den Jahren 1914–1939. Basel: F. Reinhardt, 1943

- Prof. Dr. med. Hans Hunziker–Kramer. In: Biographisches Lexikon verstorbener Schweizer. Vol. 2. Zúrich: Schweizerische Industrie–Bibliothek, 1948. pp. 110

- Hunziker, Hans. Albert Bruckner (Chefredaktor): In: Neue Schweizer Biographie. Basel: Buchdruckerei zum Basler Berichthaus AG. pp. 254